# Bodzanów (Mazovië)
Bodzanów is een dorp in het Poolse woiwodschap Mazovië, in het district Płocki. De plaats maakt deel uit van de gemeente Bodzanów en telt 1300 inwoners.